# Ромео и Жулиета
Вижте пояснителната страница за други значения на Ромео и Жулиета.
„Ромео и Жулиета“ (на английски: Romeo and Juliet) е пиеса, една от ранните трагедии на Уилям Шекспир. Творбата е сред най-известните Шекспирови пиеси за времето си и заедно с Хамлет е една от най-често изпълняваните. Днес главните герои се разглеждат като архетипи на двама влюбени.

## Действащи лица

### Родът на княза на Верона
- Ескал – княз на Верона
- Парис – млад дворянин, родственик на княза
- Меркуцио – родственик на княза и приятел на Ромео

### Родът Капулети
- Капулети – глава на едната враждуваща фамилия
- Синьора Капулети – съпруга на Капулети
- Жулиета – дъщеря на Капулети
- Тибалт – племенник на синьора Капулети
- Дойка на Жулиета
- Самсон и Грегорио – слуги на Капулети
- Пиетро – слуга на дойката на Жулиета
- Старец – от семейството на Капулети

### Родът Монтеки
- Монтеки – глава на другата враждуваща фамилия
- Синьора Монтеки – съпруга на Монтеки
- Ромео – син на Монтеки
- Бенволио – племенник на Монтеки и приятел на Ромео
- Абрам – слуга на Монтеки
- Балтазар – слуга на Ромео

### Други
- Брат Лоренцо и Брат Джовани – монаси-францисканци
- Аптекар
- Трима свирачи
- Паж на Парис
- Друг паж на Парис
- Офицер
- Хор

## Сюжет
Внимание:  Текстът по-долу разкрива сюжета на произведението (или части от него)!
Действието се развива във Верона и пиесата започва с улична свада между слугите на Монтеки и Капулети, които също като господарите си са заклети врагове. Ескал, княз на Верона, се намесва и обявява, че по-нататъшно нарушаване на мира ще се наказва със смърт. По-късно граф Парис разговаря с Капулети, за да поиска ръката на дъщеря му Жулиета, но Капулети моли Парис да изчака още две години и го кани да присъства на организирания от Капулети бал. Сеньора Капулети и дойката на Жулиета се опитват да я убедят да приеме ухажванията на Парис. Междувременно Бенволио говори с братовчед си Ромео, синът на Монтеки, за унилостта на Ромео напоследък. Бенволио открива, че тя е резултат от несподелено увлечение към момиче на име Розалин, една от племенниците на Капулети. Убеден от Бенволио и Меркуцио, Ромео отива на бала в къщата на Капулети с надеждата да срещне Розалин. Вместо Розалин обаче Ромео среща и се влюбва в Жулиета. Братовчедът на Жулиета – Тибалт, е разгневен заради това че Ромео се е промъкнал на бала, но бащата на Жулиета го спира да убие Ромео, защото не желае да бъде проливана кръв в дома му. След бала, в така наречената „сцена на балкона“, Ромео се промъква в овощната градина на Капулети и дочува Жулиета, която застанала на своя прозорец заявява любовта си към него въпреки омразата на семейство ѝ към Монтеки.
Ромео разкрива чувствата си пред нея и двамата решават да се оженят. С помощта на брат Лоренцо, който се надява да помири двете семейства чрез съюза на техните деца, те тайно се бракосъчетават на следващия ден. Междувременно Тибалт, все още разгневен, че Ромео се е промъкнал на бала у Капулети, го предизвиква на дуел. Ромео, считайки Тибалт за свой родственик вече, му отказва. Меркуцио е обиден от високомерието на Тибалт, както и от „унизителното отстъпване“ на Ромео, и приема дуела от името на Ромео. Меркуцио вече е смъртоносно ранен, когато Ромео се опитва да прекрати двубоя. Опечален и разтърсван от чувството за вина, Ромео се изправя срещу Тибалт и го убива. Mонтеки твърди, че е било справедливо Ромео да убие Тибалт, заради убийството на Меркуцио. Князът, загубил родственик във враждата на непримиримите семейства, изпраща Ромео в изгнание далеч от Верона, със заплаха от смъртно наказание, ако някога се върне. Ромео тайно прекарва нощта в спалнята на Жулиета, където консумират брака си. Капулети, погрешно тълкувайки мъката на Жулиета, се съгласява да я омъжи за граф Парис и я заплашва, че ще се отрече от нея, ако откаже да стане негова „радостна съпруга“. Когато след това тя умолява бракът да бъде отложен, майка ѝ отказва. Жулиета посещава брат Лоренцо, молейки за помощ и той ѝ предлага отвара, с която ще изпадне в кома, наподобяваща смърт за „четиридесет и два часа“. Монахът обещава да изпрати пратеник, който да информира Ромео за плана, за да може да се съберат отново, когато тя се събуди. В нощта преди сватбата тя изпива лекарството и когато установяват, че е привидно мъртва я полагат в семейната гробница.
Пратеникът обаче не уведомява Ромео, а вместо това Ромео научава за предполагаемата смърт на Жулиета от слугата си Балтазар. С разбито сърце, Ромео купува отрова от един аптекар и отива в гробницата на Капулети. Той се сблъска с Парис, който е дошъл да скърби за Жулиета насаме. Смятайки Ромео за вандал, Парис се изправя срещу него и в последвалата битка Ромео убива Парис. Все още вярвайки, че Жулиета е мъртва, той изпива отровата. След като Жулиета се събужда и намира Ромео мъртъв се намушква с неговия кинжал. Брат Лоренцо разказва историята за „двамата злочести влюбени“. Фамилиите са помирени от смъртта на децата си и се съгласяват да сложат край на яростната си вражда. Пиесата завършва с елегията на Княза, посветена на влюбените: „защото досега светът не знай/ любов по-чиста и съдба по-клета/от тази на Ромео и Жулиета!“

## Историческа справка
Начинът, по който Шекспир борави с поетическата драматична структура, най-вече чрез ефекти като преминаване от комедия в трагедия, с цел засилване на напрежението, разгръщане на второстепенни персонажи, използване на подсюжетни линии за доразвиване на разказа, е бил възхваляван като признак на драматическата му изкусност. Пиесата асоциира различните герои с различни лирически жанрове, като понякога с развитието на героя те се променят. Ромео, например, става все по-умел в сонета в хода на пиесата.
„Ромео и Жулиета“ е адаптирана многократно за сценична постановка, филми, мюзикъли и опери. По време на Английската Реставрация е възродена и значително преработена от Уилям Давенант. Версията на Дейвид Гарик от XVIII век също променя някои сцени, като премахва елементи, считани тогава за непристойни, а оперната адаптация на Георг Бенда пропуска голяма част от действието и добавя щастлив край. Изпълненията през XVIII в., включително това на Шарлът Къшман, възстановяват оригиналния текст и се съсредоточават повече върху реализма. Версията на Джон Гилгуд от 1935 г. се придържа много до Шекспировия текст и използва елизабетинските костюми и декори, за да подсили драмата. През XX в. и в началото на XXI в. пиесата става основа на различни филмови версии, като сравнително достоверната на Джордж Кюкор от 1936 г., тази на Франко Дзефирели от 1968 г., вдъхновената от МТВ „Ромео + Жулиета“ на Баз Лурман от 1996 г., както и адаптацията на Карло Карлей от 2013 г., която няма нищо общо с Шекспировата пиеса.
„Ромео и Жулиета“ принадлежи към традицията на трагичните романси, датираща от Античността. Сюжетът се основава на италианска новела, преведена в стихове под името „Трагичната история на Ромео и Жулиета“ от Артър Брук през 1562 г. и преразказани в проза в „Дворецът на удоволствието“ от Уилям Пейнтърин (1567 г.). Шекспир заимства значително и от двете, но за да разгърне сюжета, разработва и второстепенни герои, а именно Меркуцио и Парис. Най-вероятно написана между 1591 и 1595, пиесата е публикувана за първи път в „кварто“ издание (или квартови брошури, предимно неавторски издания, отпечатвани още преди постановката) през 1597 г. Текстът е зле написан и в по-късните издания бива коригиран, което впоследствие го доближава до Шекспировия оригинал.
Ромео и Жулиета заимства от традицията на трагичните любовни истории, датираща от Античността. Една от тях е тази за Пирам и Тисба, от „Метаморфози“ на Овидий, която има паралели с Шекспировата история. Например, родителите на двамата влюбени се презират по между си и Пирам погрешно решава, че любимата му Тисба е мъртва. Ефеска повест, или Аброком и Антия на Ксенофонт от Ефес, написана през III век, също съдържа няколко прилики с пиесата, включително разделянето на двамата влюбени и лекарство, което предизвиква сън, наподобяващ смърт. 
Една от най-ранните препратки към имената Монтеки и Капулети е от Божествена комедия на Данте, който споменава Montecchi (Монтеки) и Cappelletti (Капулети) в песен шеста от Чистилище. 
Vieni a veder Montecchi e Cappelletti, Monaldi e Filippeschi, uom sanza cura: color già tristi, e questi con sospetti!.
— Dante, La Divina Commedia: Purgatorio, canto VI, ll. 106 – 8.
Ела, о безсърдечни! Погледни: Моналди, Филипески, Капелети, Монтеки страдат в страх и изпитни.
— Данте, Божествена комедия: Чистилище, песен VI, II. 106 – 8
Препратката е също така част от полемиката срещу моралния упадък на Флоренция, Ломбардия и Италианския полуостров като цяло; Данте, чрез своите герои, упреква Римско-немския крал Алберт I за това, че пренебрегва отговорностите си към Италия. („you who are negligent“), както и поредица папи за тяхната съсредоточеност върху чисто духовни дела, което води до създаване на атмосфера на непрекъснати свади и войни между съперничещите си политически партии в Ломбардия. Има исторически данни за семейство, наречено Монтеки, което е дало името си на политическа партия във Верона, a това на Капулети е заимствано от семейство от Кремона, като и двете разиграват конфликта си в Ломбардия като цяло, а не само в границите на Верона. Съюзили се да съперничат на политическите организации, те скърбят, защото техните безкрайни войни са довели до унищожаването и на двете страни, вместо до скръбта от загубата на злощастното им потомство, както и пиесата излага, което се явява единственият поетичен модел в този контекст.
Най-ранната известна версия на историята за Ромео и Жулиета, близка до Шекспировата пиеса е разказа за Мариото и Джаноза от Мазучо Салернитано, в 33-та новела от неговия Втори „Новелино“, публикувана през 1476 г. Действието в историята се развива в Сиена и Салернитано настоява, че сам е преживял събитията в нея. Неговата версия на историята включва таен брак, Монах – заговорник, сбиване, при което бива убит виден гражданин, изгнанието на Мариото, принудителния брак на Джаноза, елемента с отварата, и изключително важното съобщение, което е причина за заблуда. В тази версия, Мариото е заловен и обезглавен и Джаноза умира от мъка. Луиджи да Порто адаптира историята на Джулиета и Ромео и го включва в своята Historia novellamente ritrovata di due Nobili Amanti, публикувана през 1530 г. Да Порто черпи от „Приам и Тисба“ и „Декамерон“ на Бокачо. Той допринася до голяма степен за съвременния ѝ вид, включително имената на влюбените, на враждуващите семейства на Монтеки и Капулети и развитието на действието във Верона. Въвежда също така герои, съответстващи на Шекспировите Меркуцио, Тибалт, Парис. Да Порто представя историята си като исторически вярна и твърди, че се е случила по времето на Бартоломео дела Скала (един век по-рано Салернитано). Във версията му Ромео поглъща отровата, а Джулиета се намушква с камата му. През 1554 г. Матео Бандело публикува втория том на своя „Новеле“, който включва неговата версия на „Джулиета ди Ромео“. Бандело подчертава първоначалната потиснатост на Ромео и враждата между двете семейства и въвежда дойката и Бенволио. Историята на Бандело е преведена на френски от Пиер Боаистан през 1559 г. в първия том на неговите „Исторически трагедии“. Боаистан добавя много морализаторство и сантименталност на героите.
В своята повествователна поема от 1562 г. „Трагичната история на Ромео и Жулиета“, Артър Брук превежда Боаистан дословно, но я приспособява така, че да опази части от Чосъровата „Троил и Крисеида“. Съществувала тенденция сред писателите и драматурзите да публикуват произведения, базирани на италианските новели – италианските приказки били много популярни сред почитателите на театъра и Шекспир, много вероятно, е бил запознат с колекцията от италиански приказки на Уилям Пейнтър от 1567 г., озаглавена „Дворецът на удоволствието“. Тази колекция включва версия на разказа за Ромео и Жулиета в проза, носещ името „Хубавата история на вярната и вечна любов на Ромео и Жулиета“. Шекспир се възползвал от своята популярност. „Венецианският търговец“, „Много шум за нищо“, „Всичко е добре, когато свършва добре“ и „Ромео и Жулиета“, всички те са заимствани от италиански новели. „Ромео и Жулиета“ е драматизация на превода на Брук и Шекспир се придържа към поемата плътно, но добавя допълнителни детайли, както за главните, така и за второстепенните герои (по-специално за дойката и Меркуцио).
Пиеси като „Херо и Леандър“, „Царицата на Картаген“ на Кристофър Марлоу, две сходни истории написани по времето на Шекспир, са смятани за не толкова директно влияние, въпреки че те може би са помогнали за създаването на атмосфера, в която трагични любовни истории биха могли да имат успех.

## Трагедията „Ромео и Жулиета“ в киното
„Ромео и Жулиета“ е не само най-пресъздаваната пиеса на Шекспир, но и най-пресъздаваната пиеса изобщо. Има над 150 филмови и телевизионни адаптации. Aдаптацията на Дзефирели е една от най-успешните, редом до:
“Ромео и Жулиета“, 1936, реж. Джордж Кукор, с 4 номинации за Оскар. Ромео и Жулиета са изиграни от известните по онова време актьори Лесли Хауърд и Норма Шиърър с обща възраст над 75 години.
„Ромео + Жулиета“, 1996, реж. Баз Лурман. Това е модернизирана адаптация на трагедията на Шекспир. Ролите са поверени на младите Леонардо ди Каприо (23) и Клеър Дейнс (16).
Първата адаптация на пиесата е дело на французина Жорж Мелиес от 1902 г. Филмът е от епохата на зараждането на киното и е късометражен, черно-бял и ням. Смята се за изгубен.
Други адаптации на пиесата са:
- 1908 г. – „Ромео и Жулиета, романтична история на старата вражда между италианските домове Монтеки и Капулети“, реж. Дж. Стюарт Блактън, САЩ
- „Ромео и Жулиета“, реж. Марио Часерини, Италия
- 1911 г. – „Ромео и Жулиета“, реж. Бари О‘Нийл, САЩ
- 1912 г. – „Ромео и Жулиета“, реж. Уго Фалена, Италия
- 1916 г. – „Ромео и Жулиета“, реж. Джон Нобъл и Франсис Бушман, САЩ – първата пълнометражна адаптация
- „Ромео и Жулиета“, реж. Дж. Гордън Едуардс, САЩ
- 1937 г. – „Сцени от „Ромео и Жулиета“, реж. Ройстън Морли, Великобритания – първата ТВ адаптация
- 1939 г. – „Жулиета и Ромео“, реж. Хосе Мария Кастелви, Испания
- 1947 г. – „Ромео и Жулиета“, реж. Майкъл Бери, Великобритания
- „Ромео и Жулиета“, реж. Акхтар Хюсеин, Индия
- 1949 г. – „Ромео и Жулиета“, реж. Албърт МакКлиъри, САЩ
- 1954 г. – „Ромео и Жулиета“, реж. Ренато Кастелани, Великобритания и Италия
- „Ромео и Жулиета“, реж. Ричард Дънлап, САЩ
- „Ромео и Жулиета“, реж. Франко Енрикез, Италия
- 1955 г. – „Ромео и Жулиета“, реж. Харолд Клейтън, Великобритания
- 1957 г. – „Ромео и Жулиета“, реж. Майкъл Бентхол, САЩ
- „Ромео и Жулиета“, реж. Кларк Джоунс, САЩ
- 1962 г. – „Ромео и Жулиета“, реж. Прудънс Несбит, Великобритания
- 1964 г. – „Ромео и Жулиета“, реж. Рикардо Фреда, Италия и Испания
- „Ромео и Жулиета“, реж. Джак Диксън, Холандия
- „Ромео и Жулиета“, реж. Герхард Клингенберг, Западна Германия
- 1966 г. – „Ромео и Жулиета“, реж. Мария Ерминия Авеланеда, Аржентина
- „Ромео и Жулиета“, реж. Вал Друм и Пол Ли, Великобритания
- 1967 г. – „Ромео и Жулиета“, реж. Алън Кук, Великобритания
- 1969 г. – „Ромео и Жулиета“, реж. Гордън МакДугъл, Великобритания
- 1972 г. – „Ромео и Жулиета“, реж. Хосе Антонио Парамо, Испания
- 1976 г. – „Ромео и Жулиета“, реж. Джоан Кемп-Уелч, Великобритания
- 1978 г. – „Ромео & Жулиета“, реж. Алвин Ракофф, Великобритания
- 1982 г. – „Трагедията на Ромео и Жулиета“, реж. Уилям Уудман, САЩ
- 1989 г. – „Ромео и Жулиета“, реж. Беренд Будевейн и Дирк Танг, Холандия
- 1990 г. – „Ромео. Жулиета“, реж. Армондо Акоста, Белгия и Великобритания
- 1992 г. – „Ромео и Жулиета“, реж. Йефим Гамбург, Русия и Великобритания
- 1993 г. – „Ромео & Жулиета“, реж. Ричард Монет, Канада
- „Ромео и Жулиета“, реж. Норман Кембъл, Канада
- 1994 г. – „Ромео & Жулиета“, реж. Алън Ксоръкс, Великобритания
- 1996 г. – „Ромео и Жулиета“, реж. Александър Йоберг, Швеция
- 2000 г. – „Ромео и Жулиета“, реж. Колин Кокс, САЩ
- 2013 г. – „Ромео и Жулиета“, реж. Карло Карлей, Великобритания, Италия и Швейцария.
- 2014 г. – „Ромео и Жулиета“, реж. Дон Рой Кинг
- 2015 г. – „Харлем“, реж. Алета Чапеле
- 2016 г. – „Ромео и Жулиета“, реж. Роб Ашфорд и Кенет Брана, Великобритания

## В България

### Преводи
- 1890 „Ромео и Жулиета:Трагедия в 5 д.“ – превод от руски език Д. Г. Анчев, Д. Тончев.
- 1897 „Ромео и Жулиета:Трагедия в 5 действия“ – превод от руски език в проза на Божил Райнов.
- 1914 „Ромео и Жулиета:Трагедия в 5 действия“ – приспособен за сцена Пенчо Петков Славейков; Пейо Крачолов Яворов.
- 1931 „Ромео и Жулиета“ – превод Ж. М. Станев (истинското име на преводача е Надежда Гелева Янакиева).
- 1938 „Ромео и Жулиета:Трагедия в 5 д.“ – превод Дим. Симидов.
- 1953 „Ромео и Жулиета:Трагедия“ – превод Любомир Огнянов-Ризор
- 1981 „Ромео и Жулиета“ – превод Валери Петров (считан за най-добрия превод).
- 1996 „Ромео и Жулиета:Трагедия“ – превод Владимир Свинтила.
- 2020 „Ромео и Жулиета“, издателство Изток-Запад, София, превод Александър Шурбанов.

### Статии
- Николай Йорданов R+J 1996 г.
- Божидара Божинова И отново Шекспир 1996 г.
- Венцислав Асенов „Ромео и Жулиета“ 1997 г.
- Людмила Ботева Вечна, но никога демоде, любов (През времето с Ромео и Жулиета) 1997 г.
- Иван Бончев Атлантските Ромео и Жулиета: Виртуален разказ 1999 г.
- Оля Стоянова За Ромео и Жулиета и за тях двамата 2001 г.
- Виолета Дечева Аз знам много любовни истории, но тая ме впечатли 2001 г.
- Анна Александрова „Ромео и Жулиета“ 2006 г.
- Румяна Димитрова Отново за Ромео и Жулиета 2007 г.
- Виолета Дечева Великата наивност на влюбването 2013 г.

### На сцената на Народен театър „Иван Вазов“
Сезон 1909/1910
- „Ромео и Жулиета“ – трагедия в пет действия от Уилям Шекспир.
- Превод „за сцена в стихове и проза“ Пенчо Славейков и Пейо Яворов.
- Постановка Йозеф Шмаха.
- Помощник на режисьора Атанас Кирчев.
- Декори и костюми Александър Миленков.

- В ролите: Княз Веронски – Атанас Кирчев; Парис – Стефан Киров, Тачо Танев; Монтеки – Гено Киров; Капулети – Коста Стоянов; Ромео – Кръстьо Сарафов; Меркуцио – Сава Огнянов, Йордан Сейков; Бенволио – Цветан Манчев, Иван Недялков; Тибалт – Владимир Николов; Лоренцо – Христо Ганчев, Неделчо Щърбанов; Балтазар – Борис Пожаров, Стоян Бъчваров; Абраам – Фратьо Фратев, Никола Гандев; Самсон – Николай Христов; Грегорио – Георги Стоянов; Аптекар – Никола Гандев, Петър К. Стойчев; Петро – Христо Янев, Неделю Янков; Паж на Парис – Донка Сарафова; Синьора Капулети – Шенка Попова; Жулиета – Теодорина Стойчева; Дойка на Жулиета – Кица Стоянова, Екатерина Златарева.

- Премиера на 29 октомври 1909 г.
- Играна: 1909/1910 – 10 пъти; 1910/1911 – 5. Общо – 15.

Отзиви и други текстове
- Андрейчин, Ив. Ст. Театрален преглед. Начало, София–Солун, I, том II, май 1909, кн. 2, с. 146 – 148.
- Говедаров, Лука. Ромео и Жулиета. Нар. дума, III, 1909, бр. 1, с. 2 – 3.
- Д-ва. Ромео и Жулиета. Женски глас, XI, 1909, бр. 4, с. 3.
- Младенов, А. Театрални бележки. Дем. преглед, VII, 1909, кн. 10, с. 1212 – 1215.
- Н., Р. Ромео и Жулиета. Теменуга, I, 1909, кн. 5, с. 13 – 15. Наумов, П. Ромео и Жулиета. Час, I, 1909, бр. 208, с. 3.
- Ромео и Жулиета. Нар. права, XIV, 1909, бр. 240, с. 1.
- С-ев, Йор. „Ромео и Жулиета“ от Шекспир. Нова балк. трибуна, I, 1909, бр. 71, с. 1.
- Флорестан. „Ромео и Жулиета“ в Народния театър. Реч, III, 1909, бр. 810, с. 2.
- Jochanaan (д-р Ив. Малеев). „Ромео и Юлия“. Пряпорец, XII, 1909, бр. 119, с. 2 – 3.

Сезон 1953/1954
- „Ромео и Жулиета“ – трагедия в 20 картини от Уилям Шекспир.
- Превод Николай Лилиев.
- Текстове на песните Николай Лилиев.
- Постановка Стефан Сърчаджиев.
- Асистент-режисьор Надежда Сейкова.
- Декори Иван Пенков и арх. Георги Трендафилов.
- Костюми Венера Наследникова.
- Композитор и диригент Никола Кантарджиев.
- Постановка на танците Георги Захариев.
- Фехтовка Е. Евстатиев.
- Диригент Атанас Маргаритов (през 1954/1955).

- В ролите: Ескал – Николай Узунов; Парис – Любен Желязков, Любомир Кабакчиев; Монтеки – Стефан Петров; Капулети – Никола Икономов, Стефан Сърчаджиев; Ромео – Апостол Карамитев, Спас Джонев; Меркуцио – Андрей Чапразов, Георги Попов; Бенволио – Васил В. Кирков, Спас Джонев; Тибалт – Йордан Матев; Брат Лоренцо – Любен Саев; Брат Джон – Йордан Йорданов; Балтазар – Любомир Кабакчиев, Любен Карабоиков; Питър – Иван Обретенов; Аптекар – Хари Тороманов; Паж на Парис – Цветан (Цако) Милчев; Офицер – Петър Стойчев; Синьора Капулети – Невена Буюклиева; Синьора Монтеки – Зоя Шаранкова, Нина Чепишева; Жулиета – Ирина Тасева (Николина Лекова-1955 г.); Дойката – Олга Кирчева, Милка Янакиева; Старият Капулети – Йордан Йорданов; Четец на пролога – Стефан Гецов, Васил Вачев.

- Премиера на 9 февруари 1954 г.
- Играна: 1953/1954 – 33 пъти; 1954/1955 – 71; 1955/1956 – 41; 1956/1957 – 22. Общо– 167.
- Дебют на Любомир Кабакчиев, Иван Обретенов и Николина Лекова.
- На 10.05.1955 е 100-тното представление.

Отзиви и други текстове
- Бъчварова, Свобода. „Ромео и Жулиета“ на сцената на Народния театър „Кръстьо Сарафов“.
- „Раб. дело“, XVIII, бр. 290, 17.10.1954, с. 2.
- Горанов, Борис. Необикновените характери – пристрастие на актьора. Йордан Матев. Театър, 1966, кн. 12, с. 45 – 47.
- Гочев, Гочо. Андрей Чапразов. Театър, 1965, кн. 10, с. 33 – 38.
- Джартова, М. „Ромео и Жулиета“ на сцената. Лит. фронт, Х, бр. 6, 11.2.1954, с.1.
- Друмева, Илияна. Художественото оформяване на „Ромео и Жулиета“. Театър, VIII, 1955, кн. 1, с. 48 – 53.
- Иванова, Ана. Жрица на младостта. Ирина Тасева. Театър, 1975, кн. 10, с. 12 – 17.
- Инджева, Невяна. Стефан Сърчаджиев. Театър, 1984, кн. 5, с. 9 – 18.
- Кайл, Герд. Радвам се, че за втори път се запознах по-отблизо с вашия театър...Театър, ХII, 1959, кн. 2, с. 55 – 57.
- Канушев, Димитър. Андрей Чапразов. Театър, 1990, кн. 8, с. 11 – 16.
- Каракашев, Владимир. Не по шекспировски. Театър, VII, 1954, кн. 10, с. 18 – 30.
- Каракостов, Стефан. „Ромео и Жулиета“ в постановката на Стефан Сърчаджиев. Веч. новини, IV, бр. 76, 31.3.1954, с. 4.
- Каракостов, Стефан. Спас Джонев. Театър, 1969, кн. 11, с. 26 – 33.
- Лачева, Цилия. Работата на артистката над образа (Ирина Тасева.) Веч. новини IV, бр. 134, 8.6.1954, с. 4.
- Матева, Лиза. Изпитът на младата артистка. (За Николина Лекова като Жулиета.) Нар. младеж, XI, бр. 24, 29.1.1955, с. 3.
- Парушев, Николай. Мила Павлова в ролята на Жулиета. Нар. младеж, XI, бр. 130,1.6.1955, с. 3.
- Райку, Михаил. Бележки за българския театър. Театър, IX, 1956, кн. 1, с. 12 – 18.
- Сейкова, Надя. Ромео и Жулиета. В програмата на спектакъла.
- Чапразов, Андрей. Записки на актьора. Театър, 1992, кн. 2, с. 64 – 68.
- Шакле, Михаил. По трудния път на изкуството. Наша родина, 1958, кн. 2, с. 16 – 27.

Сезон 2000/2001
- „Ромео & Жулиета“ от Уилям Шекспир.
- Сценична версия Лилия Абаджиева.
- Постановка Лилия Абаджиева.
- Сценография и костюми Васил Абаджиев.
- Художник на програмата и плаката Кольо Карамфилов.
- Музикална партитура на спектакъла Лилия Абаджиева.
- Драматург Елин Рахнев.

- В ролите: Ромео – Владимир Карамазов; Жулиета – Силвестър Силвестров; Парис – Васил Ряхов; Синьора Капулети – Юлиян Вергов; Монтеки, Капулети – Захари Бахаров; Дойка – Александър Николов.

- Премиера на 10.032001 г. (Сцена на IV етаж).
- Играна: 2000/2001 – 12 пъти; 2001/2002 – 14; 2002/2003 – 10; 2003/2004 – 12. Общо – 48
- Играна на фестивала „Варненско лято“ на 9.06.2001.
- Играна в Македония (Скопие) на Международния фестивал „МОТ“ на 25.9.2001.
- Играна в Турция на 17.05.2002.
- Играна в Русия (Москва) през 2003.
- Играна в Гърция (Солун) на 5.04.2003.

Отзиви и други текстове
- (Абаджиева, Лилия). „Ромео и Жулиета“ е драма, която прави констатацията, че любовта е смърт. В програмата на спектакъла.
- Асиова, Бойка. Мъже се целуват на сцената. Дума, ХI, бр. 62, 15.3.2001, с. 16.
- Атанасова, Албена. Мъж играе Жулиета в Народния театър. Стандарт, Х, бр. 2951, 12.3.2001, с. 34.
- Борисова, Елка. Фрагменти от театралния афиш. Лит. форум, бр. 18, 8 – 14.5.2001, с. 15.
- Дечева, Виолета. „Аз знам много любовни истории, но тая ме впечатли“. Култура, XLV, бр. 12, 30.3.2001, с. 4.
- Димитрова, Диляна. Момчета се целуват на сцена в Народния. Дневен Труд, LIV, бр. 71, 12.3.2001, с. 16.
- Касимова, Мария. Ромео и Жулиета са две фигурки от вратата на WC. Дневник, I, бр. 29, 16.3.2001, с. 6.
- Козова, Лиляна. „Ромео и Жулиета“ в Народния е новата провокация на Лилия Абаджиева. Земя, ХII, бр. 50, 13.3.2001, с. 4.
- Константинов, Асен. Жулиета трябва да умре. Капител (приложение на „Капитал“), III, бр. 12 (81), 24 – 30.3.2001, с. 6.
- Константинов, Асен. Стоманена Лилия. Капител (приложение на „Капитал“), V, бр. 5 (178), 8– 14.2.2003, с. 6.
- Николова, Патриция. Шекспир като дискотека. Сега, IV, бр. 63, 15.3.2001, с. 13.
- Патрашкова, Кристина. Мъже обличат рокли в българския театър. Монитор, бр. 746, 12.3.2001, с. 41 – 42.
- Пирозова, Гергана. Лилия Абаджиева. Театър, LVII, 2003, кн. 5 – 6, с. 7 – 10.
- Рулева, Галина. Днес е срамно да се обясниш в любов. Разговор с Лилия Абаджиева. Новинар, IХ, бр. 56, 8.3.2001, с. 9.
- Славейков, Йордан. Да (пре)откриеш присмехулник. Лит. вестник, ХIV, бр. 21, 26.5.–1.6.2004, с. 6.
- Стоянова, Оля. За Ромео и Жулиета и за тях двамата. Лит. форум, бр. 12, 27.3.–2.4.2001, с. 15.
- Червенкова, Даниела. „Ромео и Жулиета“ – провокация на интерпретирането. Бюлетин на театралния фестивал „Варненско лято 2001“, бр. 3, 7.6.2001, с. 4.
- Червенкова, Даниела. Продължение и начало. Варненско лято‘2001. Театър, LV, 2001, кн. 7 – 9, с. 35 – 36.
- Konstantinov, Asen. Giulietta deve morire. Sipario, Италия, кн. 651, 2003, с. 36.

## Полезни учебни помагала
- Хаджикосев, Симеон. Западноевропейска литература V-XVII в. – Част първа